# Sotragero
Sotragero è un comune spagnolo di 164 abitanti situato nella comunità autonoma di Castiglia e León.